# Zalesie (powiat piski)
Zalesie – wieś w Polsce położona w województwie warmińsko-mazurskim, w powiecie piskim, w gminie Biała Piska. W latach 1975–1998 miejscowość należała administracyjnie do województwa suwalskiego.
Wieś powstała w ramach kolonizacji Wielkiej Puszczy. Wcześniej był to obszar Galindii. Wieś ziemiańska, dobra służebne w posiadaniu drobnego rycerstwa (tak zwani wolni, „ziemianie” w języku staropolskim), z obowiązkiem służby rycerskiej (zbrojnej). W wieku XV i XVI wieś w dokumentach zapisywana pod nazwami: Genichen, Zaleschen, Salescen, Salieschen.
W 1449 r. wieś była w posiadaniu niejakiego Janika, a już w 1465 nazywana była Zalesiem. Jednakże przywilej lokacyjny wystawiony został dopiero w 1472 dla niejakiego Łazarza z Zalesia. Przywilej na prawie magdeburskim dla obojga płci na 25 łanów, między Drygałami, Pogorzelą Pomianami a Myszkami, z obowiązkiem dwóch służb zbrojnych, wystawił komtur Flach von Schwartzburg. W 1480 ten sam komtur wystawił przywilej na dobra liczące 24 łany na prawie magdeburskim z obowiązkiem półtorej służby, dla Macieja Króla i Pietraszka Piernika. W tym czasie Zalesie łącznie liczyło więc 49 łanów.